# 윤정희 (1967년)
윤정희(尹晶熙, 1967년 5월 16일 ~ 2024년 2월 23일)은 대한민국의 제7·8대 대전광역시 유성구의원이다.

## 학력
- 배재대학교 미술교육과 졸업
- 한국방송통신대학교 유아교육과 졸업
- 한국방송통신대학교 문화교양학과 졸업
- 한국방송통신대학교 사회복지학과 졸업
- 충남대학교 행정대학원 졸업

## 경력
- 한국방송통신대학교 35대 총학생회장
- 한국방송대학교 전국 총학생회 교무부총회장
- YMCA 청소년 장학회 부회장
- 어린이집 원장
- 사회복지법인 밀알 후원인
- 사회복지법인 아담 자원봉사자
- 환경성 질환센터건립 추진위원장
- 자유한국당 대전시당 미세먼지 저감대책 추진위원장
- 2018. 7~2022. 6 제7대 대전광역시 유성구의회 의원
- 2018. 7~2020. 7 제7대 대전광역시 유성구의회 전반기 행정자치위원회 위원
- 2018. 7~2020. 7 제7대 대전광역시 유성구의회 전반기 예산결산특별위원회 위원
- 2020. 7~2022. 6 제7대 대전광역시 유성구의회 후반기 행정자치위원회 위원
- 2020. 7~2022. 6 제7대 대전광역시 유성구의회 후반기 의회운영위원회 위원장
- 2020. 7~2022. 6 제7대 대전광역시 유성구의회 후반기 예산결산특별위원회 위원
- 국민의힘 대전광역시당 유성구 갑/을 당협 부위원장
- 한국장애인 멘토링협회 자문위원
- 대전시 자원봉사연합회 이사
- 죽동초등학교 운영위원회 위원
- 유치원 정교사
- 보육교사 1급
- 사회복지사
- 윤석열 대통령 후보 선거대책본부 여성본부 전국여성지방의원단 부단장
- 대전광역시 유성구 갑 선거대책위원회 지방의원회의 위원
- 충남대학교 행정대학원 원우회 회장
- 2022. 7~2024. 2 제8대 대전광역시 유성구의회 의원
- 2022. 7~2024. 2 제8대 대전광역시 유성구의회 전반기 의회운영위원회 위원
- 2022. 7~2024. 2 제8대 대전광역시 유성구의회 전반기 행정자치위원회 위원

## 역대 선거 결과
|  | 22.30% |

|  | 26.29% |